# Ludwig Leber

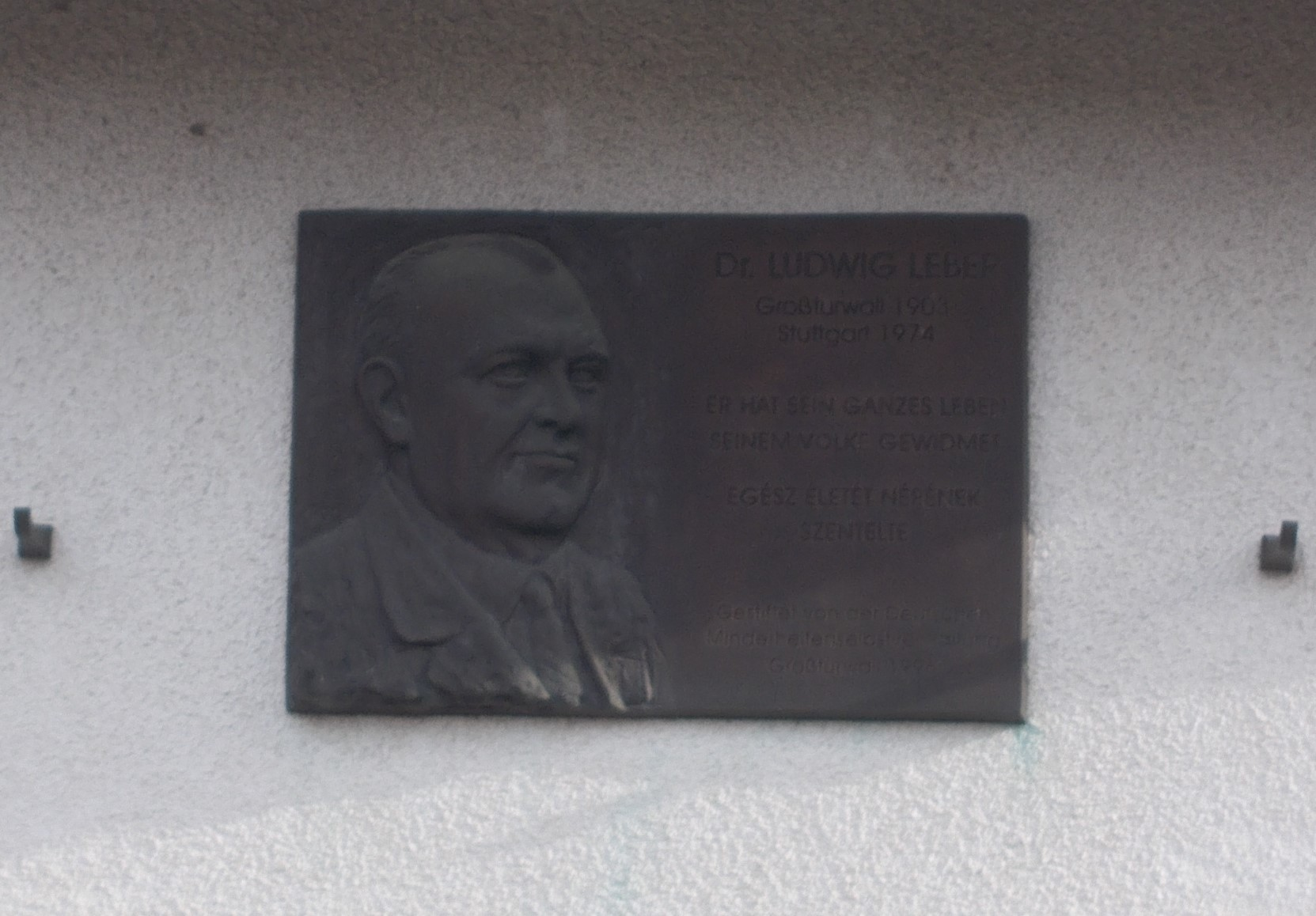
Gedenktafel Ludwig Leber in Großturwall, Ungarn

Ludwig Leber (* 6. April 1903 in Törökbálint, deutsch Großturwall, Ungarn; † 17. Januar 1974 in Stuttgart) war ein deutscher Politiker ungarischer Herkunft (CDU).
Leber wuchs in Ungarn auf und pflegte Kontakte mit Menschen fast aller ungarischer Gemeinden mit deutschstämmiger Bevölkerung, bis er am Ende des Zweiten Weltkriegs durch das Potsdamer Abkommen nach Deutschland vertrieben wurde. 1946 begann seine Tätigkeit bei der Caritas und Flüchtlingshilfe für Württemberg in Stuttgart, am 1. Juli desselben Jahres wurde er deren Leiter. 1949 gründete er die Landsmannschaft der Deutschen aus Ungarn. Auf seine Initiative übernahm die Stadt Gerlingen am 19. Oktober 1969 die Patenschaft über die Landsmannschaft.
Leber wurde 1950 in den zweiten und letzten Landtag von Württemberg-Baden gewählt, dem er bis zur Auflösung des Landes 1952 angehörte. Bei den ersten Landtagswahlen im neuen Land Baden-Württemberg verfehlte er zunächst den Einzug. Wenige Monate nach der Konstituierung verstarb jedoch der Abgeordnete Emil Möhrlin, Leber wurde im Dezember 1952 sein Nachrücker. Dem Landtag gehörte Leber bis 1968 an, ab 1956 vertrat er den Wahlkreis Stuttgart IV mit einem Zweitmandat. In seiner Funktion als Landtagsabgeordneter vertrat Leber unter anderem die Interessen der Flüchtlinge und Heimatvertriebenen. Ferner gehörte er dem Rundfunkrat des Süddeutschen Rundfunks an.
Leber erhielt im Februar 1967 das Große Verdienstkreuz sowie den Ehrenring und die Ehrenbürgerwürde der Stadt Mariazell. Er war kinderlos und wurde in Oeffingen beerdigt.